# Coleophora haywardi
Coleophora haywardi là một loài bướm đêm thuộc họ Coleophoridae. Nó được tìm thấy ở Nam Mỹ, bao gồm Argentina.
Schinopsis là thức ăn độc nhất của ấu trùng của loài này.